# جیک جانسون
جیک جانسون (انگلیسی: Jake Johnson؛ زادهٔ ۲۸ مهٔ ۱۹۷۸) یک هنرپیشه اهل ایالات متحده آمریکا است. وی از سال ۲۰۰۶ میلادی تاکنون مشغول فعالیت بوده‌است.
از فیلم‌ها یا برنامه‌های تلویزیونی که وی در آن نقش داشته‌است می‌توان به خیابان جامپ شماره ۲۱، فقط برای سکس، دنیای ژوراسیک، مومیایی، حفاری برای آتش، جشن و بیا پلیس باشیم اشاره کرد.

## فیلم‌شناسی
| سال  | عنوان                              | نقش                          | یادداشت                               |
| ---- | ---------------------------------- | ---------------------------- | ------------------------------------- |
| ۲۰۰۸ | کمربند قرمز                        |                              |                                       |
| ۲۰۱۰ | بیارش گریک                         | هنرمند جاز                   |                                       |
| ۲۰۱۰ | جشن                                | تدی                          |                                       |
| ۲۰۱۱ | بدون تعهد                          | الی                          |                                       |
| ۲۰۱۱ | کریسمس استثنایی هارولد و کومار     | عیسی مسیح                    |                                       |
| ۲۰۱۲ | تضمینی برای امنیت نیست             | جف                           |                                       |
| ۲۰۱۲ | خیابان جامپ شماره ۲۱               | مدیر مدرسه                   |                                       |
| ۲۰۱۴ | فیلم لگو                           | بری                          | صداپیشه                               |
| ۲۰۱۴ | همسایه‌ها                           | سباستین                      |                                       |
| ۲۰۱۴ | بیا پلیس باشیم                     | رایان اومالی                 |                                       |
| ۲۰۱۵ | حفاری برای آتش                     | تیم                          | همچنین تهیه‌کننده اجرایی               |
| ۲۰۱۵ | دنیای ژوراسیک                      | لوری کورترس                  |                                       |
| ۲۰۱۶ | مایک و دیو همراه عروسی می‌خواهند    | رونی                         |                                       |
| ۲۰۱۷ | اسمورف‌ها: دهکده گمشده              | اسمورف بدخلق                 | صداپیشه                               |
| ۲۰۱۷ | مومیایی                            | کریس وایل                    |                                       |
| ۲۰۱۸ | تگ                                 | رندی "چیلی"                  |                                       |
| ۲۰۱۸ | مرد عنکبوتی: به درون دنیای عنکبوتی | پیتر بی پارکر / مرد عنکبوتی  |                                       |
| ۲۰۲۱ | سوار بر عقاب                       |                              |                                       |
| ۲۰۲۳ | مرد عنکبوتی: در میان دنیای عنکبوتی | پیتر بی. پارکر / مرد عنکبوتی |                                       |
| ۲۰۲۴ | اتکا به خود                        | تامی والکات                  | بازیگر، نویسنده، کارگردان و تهیه‌کننده |